# Lassila & Tikanoja
Lassila & Tikanoja Oyj (en abrégé L&T) est groupe de sociétés de services finlandais, spécialisé dans la gestion de l'environnement et l'entretien des propriétés.

## Présentation

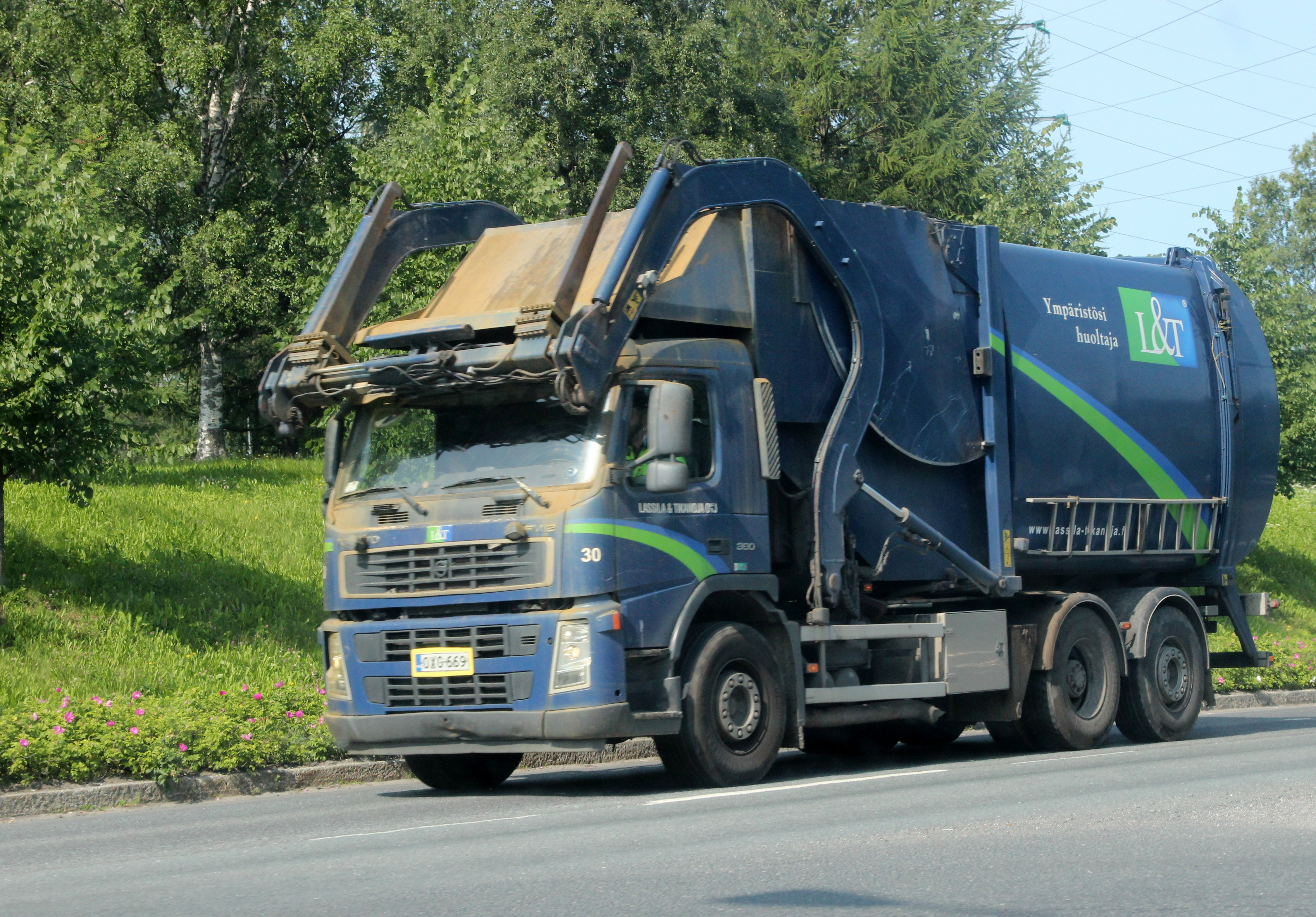
Benne à ordures ménagères de L&T à Oulu.

L&T est axé sur la fourniture de services de soutien à l'environnement, aux propriétés et aux usines. Ses services d'assistance comprennent des services de nettoyage et de gestion immobilière.
L&T est présente en Finlande, en Suède, en Lettonie et en Russie.

## Actionnaires
Au 29 février 2020, les 10 plus grands actionnaires de L&T sont:
| #  | Actionnaire                    | Actions    | %     |
| -- | ------------------------------ | ---------- | ----- |
| 1  | Mandatum Life                  | 2 971 144  | 7,66  |
| 2  | Fondation Evald et Hilda Nissi | 2 413 584  | 6,22  |
| 3  | Nordea                         | 1 719 788  | 4,43  |
| 4  | Juhani Maijala (fi)            | 1 529 994  | 3,94  |
| 5  | Elo                            | 1 072 133  | 2,76  |
| 6  | Fondation de l'Académie d'Åbo  | 1 066 282  | 2,75  |
| 7  | Ilmarinen oy                   | 1 024 836  | 2,64  |
| 8  | Varma                          | 879 791    | 2,27  |
| 9  | Heikki Bergholm (fi)           | 831 116    | 2,14  |
| 10 | Mikko Maijala                  | 720 000    | 1,86  |
|    | Total                          | 14 228 668 | 36,67 |